# Spin doctor

Il pubblicitario americano Ivy Lee (detto Poison Ivy per la sua capacità di "avvelenare" l'informazione) è considerato un precursore degli spin doctors. Nel 1914 fu assunto dal magnate americano John D. Rockefeller per elaborare una campagna di difesa convincente contro un'accusa di omicidio plurimo.

Lo spin doctor (dall'inglese [top] spin «colpo a effetto» nel gioco del tennis e doctor, «esperto») è un esperto di comunicazione che lavora come consulente per conto di personaggi politici. Il suo compito è elaborare mediante precise strategie di immagine un'apparenza del politico adeguata da sottoporre attraverso i media all'opinione pubblica, al fine di ottenere consenso elettorale o più in generale per ottenere consensi riguardo al proprio mandato politico.

## Locuzione
Il primo uso della locuzione spin doctor risale agli anni ottanta del Novecento, quando la figura di questo particolare consulente d'immagine entrò prepotentemente a far parte dello scenario politico occidentale. L'espressione fu coniata nel 1984 dal noto giornalista americano William Safire, per distinguere tali specialisti delle pubbliche relazioni applicate alla politica, spesso spregiudicati e addirittura ambigui, dagli specialisti di comunicazione in ambito generale, es. i portavoce o gli addetti stampa.
Spin è termine usato anche nel gioco del baseball o del cricket per indicare il moto rotatorio o l'effetto impresso alla palla dal lanciatore: di qui il senso figurato di presentazione di una informazione in un particolare modo o prospettiva, specialmente favorevole. La parola doctor invece assume la connotazione di "esperto, persona assunta per apportare miglioramenti o dare consigli" (usata in particolare in espressioni composte: ad es. script doctor, "consulente di sceneggiatura").
A ciò si aggiunga che il verbo to spin significa anche "cambiare il contenuto o l'apparenza (di un documento, un'immagine ecc.) per ingannare o falsificare", "alterare il contenuto (di cibi o bevande) aggiungendo ingredienti forti o dannosi" e infine, tornando al gergo sportivo, "manomettere (una palla) in modo da influenzarne il volo quando viene lanciata o battuta". L'espressione con il tempo si è poi estesa a indicare, oltre all'autore-manipolatore di parole o notizie (atte come detto a ispirare una certa interpretazione dei fatti), anche più in generale qualsiasi portavoce e soprattutto consigliere di un uomo politico.

## Storia
Il pubblicitario americano Ivy Lee (soprannominato Poison Ivy per via della sua spiccata capacità di "avvelenare" l'informazione) è unanimemente considerato il precursore degli spin doctor. Fu anche il primo a teorizzarne la figura, pubblicando nel 1906 la Dichiarazione dei principi delle pubbliche relazioni (PR). Benché Lee professasse nei suoi scritti una linea di onestà e trasparenza, asserendo che il principale obiettivo degli spin doctor era quello di fornire alla stampa e ai cittadini un servizio limpido e trasparente, che consisteva esclusivamente nel facilitare la comprensione dei fatti e soprattutto la consultazione delle fonti, senza cioè porsi da intermediari, bensì come "facilitatori" della comunicazione, egli assai di rado ebbe a rispettare tali principi nella sua attività pratica. Lee divenne anzi famoso per avere portato avanti campagne pubblicitarie palesemente false. Il suo incarico più eclatante fu quello di proteggere nel 1914 il magnate John Davison Rockefeller da un'accusa di omicidio plurimo. Rockefeller aveva infatti assoldato alcuni agenti della Guardia del Colorado per sedare uno sciopero: durante l'assalto al campo degli scioperanti rimasero uccise 20 persone. Lee diffuse una versione modificata dei fatti per coprire Rockefeller, dando origine alle moderne tecniche di spin inteso come «manipolazione della realtà».

### Edward Bernays
Il primo vero spin doctor fu invece Edward Bernays, nipote di Sigmund Freud. Nel 1928, nel suo saggio L'ingegneria del consenso, egli teorizzava con lucida attenzione la pratica dello spin: «Se capisci i meccanismi e le logiche che regolano il comportamento di un gruppo, puoi controllare e irreggimentare le masse a tuo piacimento e a loro insaputa». Bernays operò soprattutto nel campo delle PR industriali, con risultati il cui successo dura fino ai nostri giorni. Si distinse per la prima volta con il suo operato nel 1929, nella difesa dell'industria del tabacco, durante la quale inventa la figura della femme fatale secondo una semplice equazione: fumo = emancipazione. Molte femministe tutt'oggi ignorano che l'ideale della donna fumatrice emancipata è stato creato a tavolino.
Un secondo successo di Bernays fu la campagna a favore dei produttori di bacon statunitensi: per rilanciare l'industria della pancetta, o bacon, decise di non puntare soltanto sulle tradizionali campagne pubblicitarie, bensì di commissionare un sondaggio su un gruppo ristretto di medici i quali, ovviamente compiacenti, per la maggior parte esaltarono i vantaggi nutrizionali di una colazione ricca, a base appunto di uova e pancetta. Quindi inviò i risultati del sondaggio a migliaia di medici statunitensi, allegando una elegante brochure che risaltava le presunte virtù delle «uova con la pancetta», quale «prima colazione ricca e nutriente». L'esito della campagna fu che in pochi giorni il mercato della pancetta aumentò considerevolmente le vendite, dal momento che gran parte dei dottori aveva prestato credito alla persuasiva comunicazione dei loro sconosciuti ma apparentemente autorevoli colleghi. Da allora, la colazione a base di uova e pancetta è una consuetudine per milioni di americani.
Questo fu il primo uso di una tecnica che lo stesso Bernays definì «della terza parte indipendente», affermando che: «Se puoi influenzare i leader – con o senza il loro consenso – condizioni automaticamente chi crede in loro».
In pochi anni Bernays apprese a raffinare tale tecnica, promuovendo la nascita di «centri di studio» apparentemente indipendenti, in realtà costruiti appositamente per difendere determinati interessi o punti di vista. Essa prevedeva insomma di rilasciare notizie prodotte da enti o personalità estranee (in apparenza) alla campagna in corso, ma in realtà sapientemente "istruite" su cosa dire. Ciò avvenne ad esempio per i rapporti (presunti) scientifici riguardo alle emissioni dei tubi di scappamento delle automobili, pubblicati da centri studi non direttamente riconducibili alle case automobilistiche, con nomi come "Centro studi per il benessere sociale".
Bernays rivelò che uno dei maggiori estimatori delle sue teorie fu Joseph Goebbels, ministro della propaganda di Hitler, che applicò alla lettera le sue teorie per creare consenso popolare attorno al regime nazista. Come scritto da Larry Tye nel suo libro The Father of Spin: Edward L. Bernays and The Birth of Public Relations («Il padre dello spin: Edward L. Bernays e la nascita delle pubbliche relazioni»), Bernays riuscì ad aiutare molte società commerciali a utilizzare tecniche di comunicazione per rendere certi comportamenti più accettabili negli Stati Uniti del XX secolo. Tye sostiene inoltre che Bernays era assai orgoglioso del suo lavoro come propagandista.

### Lippman e Boorstin
Tra gli studiosi del fenomeno ci fu anche Walter Lippmann, autore nel 1922 del libro L'opinione pubblica, in cui critica aspramente la già diffusa abitudine dei governi di manipolare l'informazione, e Daniel J. Boorstin il quale - nel suo saggio L'immagine - sancisce una sostanziale differenza fra quei fatti che lui chiama "creati da Dio" e quelli "creati dall'uomo". Nel 1962 conierà il termine pseudoeventi per definire quegli eventi orchestrati ad arte dai manipolatori dei media per distrarre l'attenzione del pubblico. Benché il termine sia stato usato già alla fine degli anni settanta ed abbia poi visto designati in tal modo vari consiglieri statunitensi dell'amministrazione Reagan negli anni ottanta (nonché lo stesso segretario di Stato James Baker sotto la presidenza di Bush padre), fino all'ingresso nell'universo mediatico di Tony Blair si può dire che lo spin doctor fosse un razionalizzatore a posteriori di decisioni assunte dal politico con cui egli lavorava.

## Caratteristiche
Lo spin doctor è senza dubbio un professionista, spesso con un curriculum ed un bagaglio culturale notevoli, solitamente proveniente dai ranghi dei consulenti di marketing, che opera con il compito di elaborare, mediante precise strategie di immagine, un'apparenza del politico adeguata da sottoporre ai media e all'opinione pubblica per ottenere consenso elettorale o più in generale per ottenere consensi riguardo al proprio mandato politico.
Allo stesso tempo, proprio per la peculiare attività di "massaggiatore" dei messaggi o "creatore" di candidati elettorali (nell'ambito della cd. personalizzazione della competizione elettorale), deve essere indifferente alla verità dei fatti, e per di più essere in grado di manipolare tale verità, rendendola attraente all'occhio del pubblico.
Come Giano bifronte, lo spin doctor ha il duplice ruolo di professionista mediatore della comunicazione, e di "genio del male", una specie di ammaestratore di notizie, un regista degli effetti speciali creativo e al tempo stesso bugiardo, sempre comunque coerente con il proprio impegno lavorativo. Lo spin doctor è ad esempio colui che suggerisce alla stampa di non titolare in prima pagina "aumento delle tasse", ma "riassetto fiscale".

### Spin doctor e pubbliche relazioni
L'intero filone di attività e di studio delle Pubbliche Relazioni (PR), così come quello delle Scienze della comunicazione, mira a rendere efficace ed immediatamente comprensibile un qualsiasi messaggio, sia istituzionale, politico o commerciale. I professionisti delle pubbliche relazioni, consapevoli dei rischi che tali procedimenti comportano, seguono infatti dei codici etici molto scrupolosi, sanciti a livello internazionale; per esempio, nella Carta di Stoccolma (2003).
Al contrario lo spin doctor impiega qualunque mezzo per raggiungere i propri scopi, senza alcuna etica o deontologia professionale: tende cioè ad «adattare la realtà alle proprie esigenze», né si fa scrupolo nell'affermare fatti e vicende che sa non essere veri e in politica, in definitiva, «non difende l'interesse del paese, ma solo quello del proprio leader», spesso sfruttando tecniche prese a prestito e ispirate da altre discipline: ma, soprattutto, applica in modo sistematico il cosiddetto News management, ovvero la manipolazione delle notizie.

## Funzione dellospin doctor
I compiti dello spin doctor sono diversificati, ma tutti riconducibili ad una radice comune: "massaggiare il messaggio", cioè estrarre il meglio da qualsiasi situazione in cui sia implicato il suo committente, fornendo ai giornalisti e ai media una versione "aggiustata" di un evento-notizia in veste volta per volta di consigliere per la comunicazione, capo ufficio stampa, portavoce o campaign manager.
1. Lo spin doctor sa gestire una crisi con messaggi o tattiche comunicative ad hoc, specialmente nel settore della politica, nei confronti ad esempio di una decisione impopolare, correggendo eventuali incaute prese di parola del politico che assiste[16], e fornendo ai media (e quindi all'opinione pubblica) l'interpretazione "smussata" delle esternazioni del soggetto per cui lavora, al fine di evitargli critiche o comunque commenti malevoli[17].
2. Un'altra attività dello spin doctor è fornire notizie "informali" ai giornalisti, facendole passare per "confidenze" o facendole filtrare come notizie "anonime".
3. Altro compito dello spin doctor è promuovere l'immagine di un soggetto come se fosse un prodotto, utilizzando tecniche di marketing.
4. A volte può succedere di dover "creare" un evento che possa dare interesse e convincere l'opinione pubblica: è il news management, ovvero l'informazione gestita.

Le attività dello spin doctor, quindi, in un certo senso riassumono e per altro verso travalicano gli incarichi del tradizionale addetto stampa e del consulente d'immagine.

## Casi famosi
Il decennio di Tony Blair come primo ministro britannico è apparso a molti come la vera rivoluzione, in questo approccio: molte delle decisioni, soprattutto di politica estera, sono state assunte proprio perché il "polso" dell'opinione pubblica era tenuto dallo staff di spin doctors di Blair, in cui primeggiavano l'addetto stampa Alastair Campbell ed il consigliere alle relazioni pubbliche Peter Mandelson. Giunti ad un livello di potenza ed influenza politica del tutto inedito in una democrazia, offrivano al loro responsabile politico una linea d'azione ad alto rendimento nell'immediato, proprio perché erano in grado di discernere nell'andamento fluttuante della gente l'evento da seguire e sul quale dimostrare la capacità di incidere del vero statista.
La politica britannica verso la Bosnia dopo l'eccidio di Srebrenica ne fu un primo segnale, confermato dalla guerra del Kosovo; ma anche la scelta di Blair di incalzare la monarchia dopo la morte della principessa Diana pare aver risposto a questo medesimo intento (anche se è stata presentata assai più poeticamente nel film The Queen - La regina, che nel 2006 fu l'ultimo esempio di spin-doctoring della gestione blairiana dell'industria culturale).
Ma la linea d'azione degli spin doctors blairiani fu anche nel senso opposto, in direzione cioè della vera e propria manipolazione dell'opinione pubblica per convincerla ad avallare decisioni già assunte per diversi ed inconfessabili motivi: è proprio a loro che si ascrive il successo di aver "surriscaldato" (sexed-up) l'opinione pubblica contro il presunto possesso di armi di distruzione di massa da parte di Saddam Hussein nel 2003, fino a portare come prevedibile conseguenza l'ingresso in guerra contro l'Iraq a fianco degli USA. Le commissioni d'inchiesta di Lord Hutton (2003) e di Lord Chilcot (2010), nell'indagare sulle origini della guerra in Iraq, offrirono uno squarcio abbastanza attendibile delle tecniche impiegate per "presentare" all'opinione pubblica le risultanze della comunità di intelligence come favorevoli all'intervento militare.
È rimasta celebre infine la fialetta esibita al Consiglio di sicurezza delle Nazioni Unite dal Segretario di Stato statunitense Colin Powell, come prova dell'esistenza di armi chimiche entro i confini dell'Iraq, che influenzando potentemente l'opinione pubblica contribuì nel 2003 a dare inizio all'invasione dell'Iraq; prova che si dimostrò poi del tutto falsa.

## Nel cinema
- Degno di nota è il film Power (1986) di Sidney Lumet, con Richard Gere, Julie Christie, Gene Hackman: il protagonista è un esperto di comunicazione specializzato nel costruire l'immagine di uomini e donne di potere che a lui si affidano in occasione di campagne elettorali.
- Indiscusso capolavoro cinematografico che ruota intorno a una figura di spin doctor (interpretata da Robert De Niro) è Sesso & potere di Barry Levinson, in cui per aiutare il Presidente degli Stati Uniti in una difficile fase preelettorale viene assoldato appunto uno spin doctor che ha un colpo di genio: "inventare" una guerra tutta virtuale fra USA e Albania, con tanto di filmati, inni, eroi e così via. In questo caso lo spin doctor assolda addirittura un produttore di Hollywood (interpretato da Dustin Hoffman) per dare alla simulazione la massima "verosimiglianza" in termini di effetti speciali.
- Nel film La seconda guerra civile americana di Joe Dante (1997), una commedia sull'intrattenimento come massima espressione del potere e sulla politica come genere televisivo nell'era della realtà-spettacolo, lo spin doctor Jack Buchan (interpretato da James Coburn) è definito l'"agevolatore politico" del Presidente degli Stati Uniti nello scontro con il Governatore dell'Idaho, impegnato in una campagna demagogica contro l'immigrazione e per la secessione. Pur di non far calare l'attenzione mediatica attorno alla sua figura, lo spin doctor suggerirà al Presidente di imbarcarsi in una seconda guerra civile con lo Stato dell'Idaho.
- Un ulteriore esempio è Thank You for Smoking (2005), il cui protagonista lavora per l'industria del tabacco ed è chiamato a negare e coprire l'evidente pericolosità del fumo di sigaretta con fantasiose "tattiche" comunicative.
- Il film di Armando Iannucci In the Loop ha presentato uno scenario assai simile alla preparazione dell'intervento in Iraq, sotto forma di commedia satirica[19]: riconoscibile è il ruolo di spin doctor imputato ad Alastair Campbell.
- Sempre su un piano comico e satirico, un buon esempio di resa cinematografica di questo tipo di personaggio è quella di Sergio Rubini nel film Qualunquemente (2011), dove Rubini, richiamato per supportare la campagna elettorale di Cetto La Qualunque, svolge il suo ruolo in modo abile e spregiudicato.
- Il film del 2012 No - I giorni dell'arcobaleno riporta le vicende antecedenti il referendum cileno del 1988 sul governo di Pinochet.